# Hubert van Es
Hubert van Es (Hilversum, 6 juli 1941 – Hongkong, 15 mei 2009) was een Nederlands persfotograaf. Hij was internationaal beter bekend onder de naam Hugh Van Es.
Geïnspireerd door een tentoonstelling van de legendarische Robert Capa besloot Van Es op 13-jarige leeftijd persfotograaf te worden. Hij werkte vanaf 1959 bij het Nederlands Fotopersbureau en trok in 1967 naar Hongkong om aan de slag te gaan als freelancer. Van Es was werkzaam voor de South China Morning Post en ging in 1968 naar Vietnam om de Vietnamoorlog te verslaan. Hij was werkzaam als geluidsman voor NBC en als fotograaf voor Associated Press en United Press International. Van Es werkte onder meer samen met verslaggever Peter Arnett. Zijn naam was gevestigd nadat hij in mei 1969 foto's had gemaakt van de slag om Hamburger Hill. Zijn beroemdste foto maakte hij echter zes jaar, tijdens de val van Saigon. Op 29 april 1975 fotografeerde Van Es, die inmiddels voor UPI werkte, vanuit zijn kantoor een Amerikaanse Huey-helikopter die vanaf een dak van een gebouw een groepje Zuid-Vietnamezen oppikt. De toeloop van vluchtelingen was te groot om ze allemaal mee te nemen. De foto was een symbool voor het overhaaste en chaotische vertrek van de Verenigde Staten uit Vietnam. Van Es kreeg er 150 dollar voor.
Tijdens en na de val van Saigon bleef Van Es in Vietnam om foto's te maken. Een Nederlandse vlag en de woorden "Boa Chi Hoa Lan" (Nederlandse pers) op zijn pet moesten de Noord-Vietnamese troepen die Saigon innamen duidelijk maken dat hij geen 'gehate' Amerikaan was. Later was Van Es onder andere werkzaam tijdens de islamitische rebellie in de Filipijnen en de Afghaanse Oorlog in de jaren tachtig.
Van Es had zich in de jaren zeventig in Hongkong gevestigd. Hij stierf op 15 mei 2009 in een ziekenhuis in deze stad, nadat hij een week eerder na een hersenbloeding in coma was geraakt.
- Biografisch Portaal: 81087236
- Gemeinsame Normdatei: 140931406
- International Standard Name Identifier: 0000 0000 7737 401X
- Library of Congress Control Number: no2009078779
- PIC: 313583
- RKD-Nederlands Instituut voor Kunstgeschiedenis: 416242
- Virtual International Authority File: 88533001
- WorldCat: E39PBJpDQXyXyJfxbWvP9KtMyd